# Уилсон, Джон

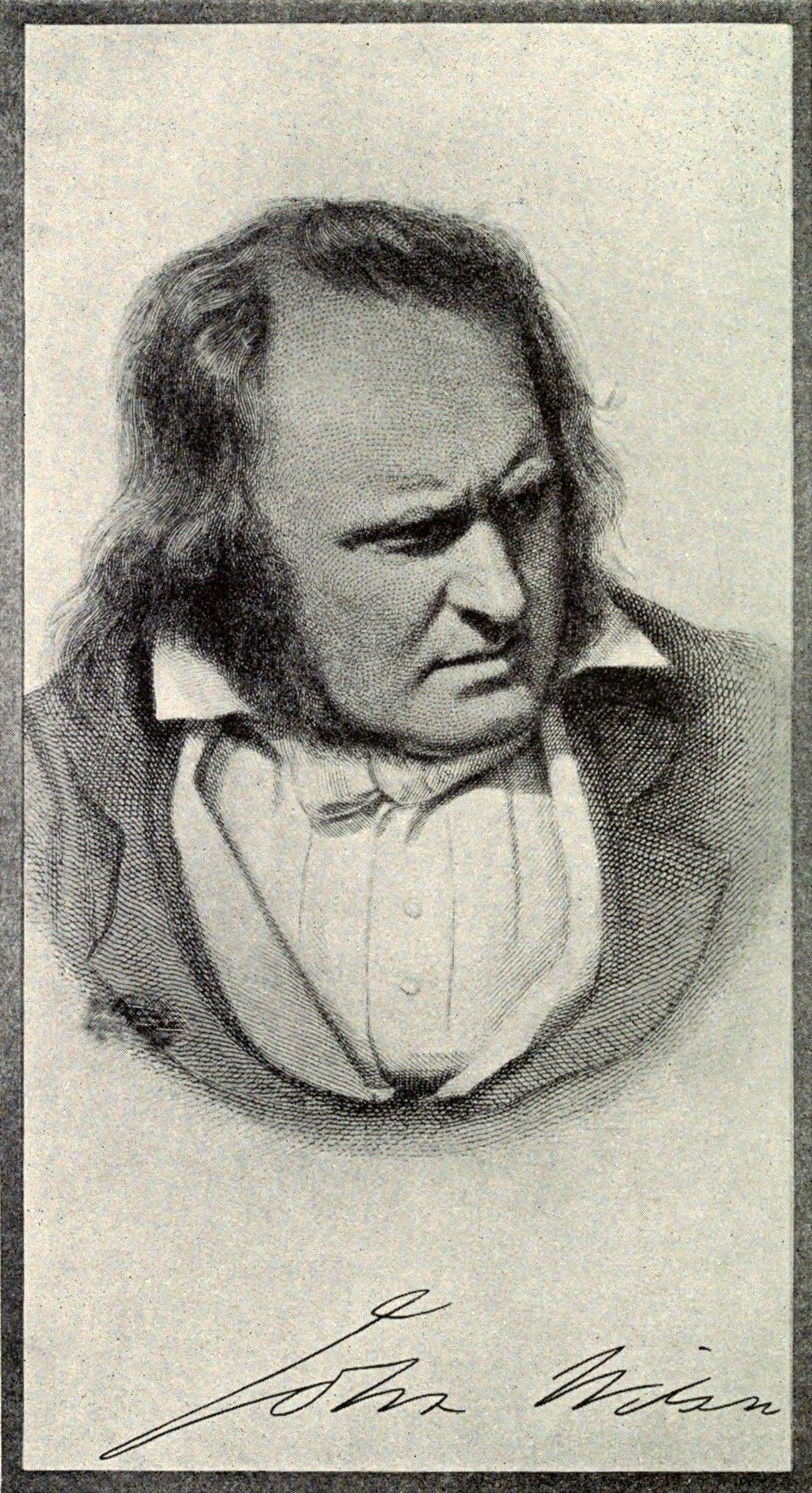

Джон Уилсон (18 мая 1785, Пейсли — 3 апреля 1854, Эдинбург) — британский шотландский писатель, поэт, журналист, литературный критик, адвокат, профессор моральной философии, большинство своих произведений написавший под псевдонимом Кристофер Норт и сотрудничавший с журналом Blackwood's Edinburgh Magazine.
Родился в семье богатого торговца марлей, который умер, когда ему было одиннадцать лет; Джон был четвёртым ребёнком в семье и самым старшим из братьев, всего же в семье было девять детей. С детства отличался большими способностями и уже в двенадцать лет поступил в университет Глазго, в котором учился шесть лет, получал довольно значительную стипендию и занимался различными видами спорта, а также влюбился в некую Маргарет Флетчер, ставшую его «музой» на несколько последующих лет.
В 1803 году Уилсон поступил в колледж Магдалены в Оксфорде. По собственным воспоминаниям, которые он впоследствии отразил в эссе Old North and Young North, жить и учиться там ему очень нравилось. Несмотря на то, что Уилсон занимался там различными видами спорта, прогулками и ораторским искусством, он, вероятно, не был по-настоящему счастлив во время обучения и не приобрёл каких-либо друзей в колледже, как и в университете до этого. Он получил учёную степень в 1807 году и в возрасте двадцати двух лет стал сам себе хозяином, с хорошим доходом, без отца или опекуна и без чьего-либо влияния на избрание последующего жизненного пути. Доход ему приносило имение Эллерей в Уиндермире, в котором он в течение последующих четырёх лет и жил, предаваясь различным занятиям (строительство мелких построек, плавание на лодке, стрельба, рыбалка, прогулки, поединки на шпагах), и там же начал писать стихи; первый его поэтический сборник, The Isle of Palms, был издан в 1812 году. В это же время он свёл знакомство с некоторыми известными английскими литераторами того времени.
В 1811 году Уилсон женился на Джейн Пенни, девушке из хорошей ливерпульской семьи, и четыре года счастливо жил с ней в Эллерее, после чего произошло событие, заставившее его стать писателем, без которого он, вероятно, не написал бы ничего, за исключением нескольких стихов. Большая часть его состояния была потеряна им вследствие преступных спекуляций его дяди, в чьи руки Уилсон по небрежности отдал свои дела. Его мать владела домом в Эдинбурге, в котором могла и была готова принять своего сына и его семью; ему не пришлось покинуть Эллерей, хотя в дальнейшем он не смог постоянно проживать в нём. Уилсон ранее изучал право и в 1815 году был принят в состав шотландской коллегии адвокатов, по-прежнему много занимался спортом, предпринимал длительные пешие прогулки и опубликовал в 1816 году второй свой сборник стихов, The City of the Plague. В 1817 году, вскоре после основания журнала Blackwood’s Magazine, Уилсон начал своё сотрудничество с этим поддерживавшим партию тори ежемесячным изданием и в октябрьском номере совместно с Локхартом опубликовал сатиру идеи Джеймса Хогга под названием Chaldee Manuscript («Халдейская рукопись») — пародию в Библейском стиле на конкурирующее издание Edinburgh Review, его издателя и сотрудников. С этого времени он был главным автором для Blackwood’s, хотя никогда не был его формальным редактором, а издатель сохранял определённый надзор даже над творчеством Локхарта и «Кристофера Норта» (под таким псевдонимом стал писать Уилсон), которые фактически создавали весь журнал. В 1822 году в журнале стартовала серия Noctes Ambrosianae, после 1825 года будучи в основном результатом работы Уилсона. Она представляла собой обсуждения в виде праздничных застольных бесед, имевших различные отступления в виде критики чего-либо, описаний и прочего. В силу их жанра в этих историях было много эфемерного, «местечкового» и попросту тривиального, однако, по мнению критиков, они отличались драматической силой, экспрессией, воспеванием полноты жизни и счастья мысли, а также великолепным юмором, что делало их одним из лучших образцов «литературы для отдыха» того времени. Любимым персонажем читателей был один из беседовавших персонажей, Эттрик Шеппард, являвшийся идеализированной пародией на Джеймса Хогга. До этого Уилсон опубликовал в Blackwood’s ряд рассказов и набросков романов, некоторые из которых были впоследствии опубликованы отдельно в Lights and Shadows of Scottish Life (1822), The Trials of Margaret Lyndsay (1823) и The Foresters (1825); позже появились очерки его авторства о Спенсере, Гомере и различных современных ему явлениях и авторах.
Первым результатом новой деятельности для Уилсона стало то, что он оставил дом своей матери и в 1819 году поселился на Энн-стрит, Эдинбург, с женой и пятью детьми. Вторым результатом, что явилось для него неожиданностью, было его избрание заведующим кафедрой моральной философии в Эдинбургском университете (1820 год). Его квалификационное соответствие этой должности не было очевидным, особенно с учётом того факта, что наиболее, по некоторым оценкам, квалифицированный человек в Великобритании в данной области, сэр Уильям Гамильтон, также был кандидатом, но не получил места. Существует предположение, что данное решение имело политический подтекст: члены партии тори тогда имели большинство в городском совете, и Уилсон имел сильную поддержку со стороны друзей во главе с Вальтером Скоттом, а его противники сыграли ему на руку, пытаясь критиковать его моральный облик, к которому нельзя было предъявить каких-либо серьёзных претензий. Уилсон сделал, как считается, успешную профессорскую карьеру, никогда не достигнув чего-либо значительного в научном изучении своей области или в методах её преподавания, но, согласно оценкам, воздействуя на несколько поколений студентов со «стимулирующей силой», что было для преподавателя, возможно, более ценным, нежели исчерпывающие знания по конкретной теме. Его обязанности оставляли ему достаточно времени для работы в журнале, и в течение многих лет его вклад в Blackwood’s был весьма значительным — например, в течение одного года (1834) он опубликовал там более пятидесяти отдельных статей. Большинство лучших и наиболее известных из них появились в журнале в период между 1825 и 1835 годами.
Быт Уилсона в последние тридцать лет его жизни был беден событиями. Он ездил из Эдинбурга в Эллерей и обратно, совершал поездки в другие места, совершил морское путешествие на борту «Экспериментальной эскадры» по Ла-Маншу летом 1832 года и предпринял несколько других незначительных дел. Смерть жены в 1837 году стала для него чрезвычайно сильным ударом, по его словам, тем более что спустя три года умер и его друг и работодатель Уильям Блэквуд. В годы, последовавшие за этими событиями, его литературная деятельность была неустойчивой, а его поздние произведения, по мнению литературоведов, не доходили, за некоторыми исключениями, до уровня его ранних работ. В конце 1850 года здоровье Уилсона начало стремительно ухудшаться, в следующем году он оставил свою должность и вышел на присвоенную ему пенсию. Умер спустя три года.
Только очень небольшая часть обширного творческого наследия Уилсона была собрана и опубликована в общедоступной форме в течение его жизни; главное и почти единственное исключение составляют два тома стихов, сборник Lights and Shadows of Scottish Life и The Recreations of Christopher North (1842), его избранные статьи для журнала. Эти тома, вместе с избранными историями из Noctes Ambrosianae в четырёх томах и последующими работами, критическими и художественными, также в четырёх томах, были собраны и переизданы после его смерти его зятем, профессором Ферье.